# Loungri Namgyél Rinpoché
Loungri Namgyél Rinpoché (né dans le Kham au Tibet en 1927) est un lama tibétain de l'école gélugpa, et le 101e ganden tripa.

## Biographie
Vers l'âge de sept ans, ses parents l’envoi au monastère de Yangteng-Détchen-Ling, où il reçoit l'ordination mineure, puis il rejoint à l'âge de 20 ans le monastère de Lithang où il reçoit l'ordination majeure.
En 1949, il se rend à Lhassa, et rejoint le collège monastique de Shartsé Norling du monastère de Ganden.
Après le soulèvement tibétain de 1959, il s'exile en Inde et passe sept ans à Buxa Duar.
Il a acquis après 40 années d'études et de pratiques les titres de géshé lharampa (docteur en philosophie bouddhiste) et de géshé ngarampa (spécialiste des Tantras).
Ce double cursus qui allie érudition et pratique méditative intense font de lui l'un des maîtres bouddhistes actuels les plus qualifiés. C'est ce qui conduit le dalaï-lama à le choisir comme représentant du bouddhisme aux rencontres œcuméniques d'Assise de 1986 en Italie, convoquées sur l'initiative du pape Jean-Paul II.
Loungri Namgyél Rinpoché vit actuellement à Paris, où il enseigne le bouddhisme dans le cadre de l'association Thar Deu Ling qu'il a fondée en 1980 peu après son arrivée en France.
En 1983, le dalaï-lama le nomme abbé de l'université tantrique de Gyuto, puis en 1992 abbé du monastère de Ganden Shartsé, l'un des collèges monastiques les plus éminents de l'école gelugpa.
En 1995, Loungri Namgyél Rinpoché est élevé au rang de Shartsé Tcheudjé, devenant ainsi le second dignitaire en rang de l'école gelugpa.
En 2003, le 14e dalaï-lama nomme Loungri Namgyél Rinpoché 101e Ganden Tripa, chef spirituel de l'école gelugpa, l'une des quatre grandes lignées spirituelles du bouddhisme tibétain. Cette école est dirigée par le Ganden Tripa, successeur en ligne directe de Djé Tsongkhapa, le très grand yogi, méditant et érudit qui fonda la lignée au XVe siècle. Thubten Nyima Lungtok Tenzin Norbu lui a succédé.